# Weissia drummondii
Weissia drummondii là một loài Rêu trong họ Pottiaceae. Loài này được (Hook. & Grev.) Lindb. miêu tả khoa học đầu tiên năm 1873.